# Klasyczne tańce indyjskie

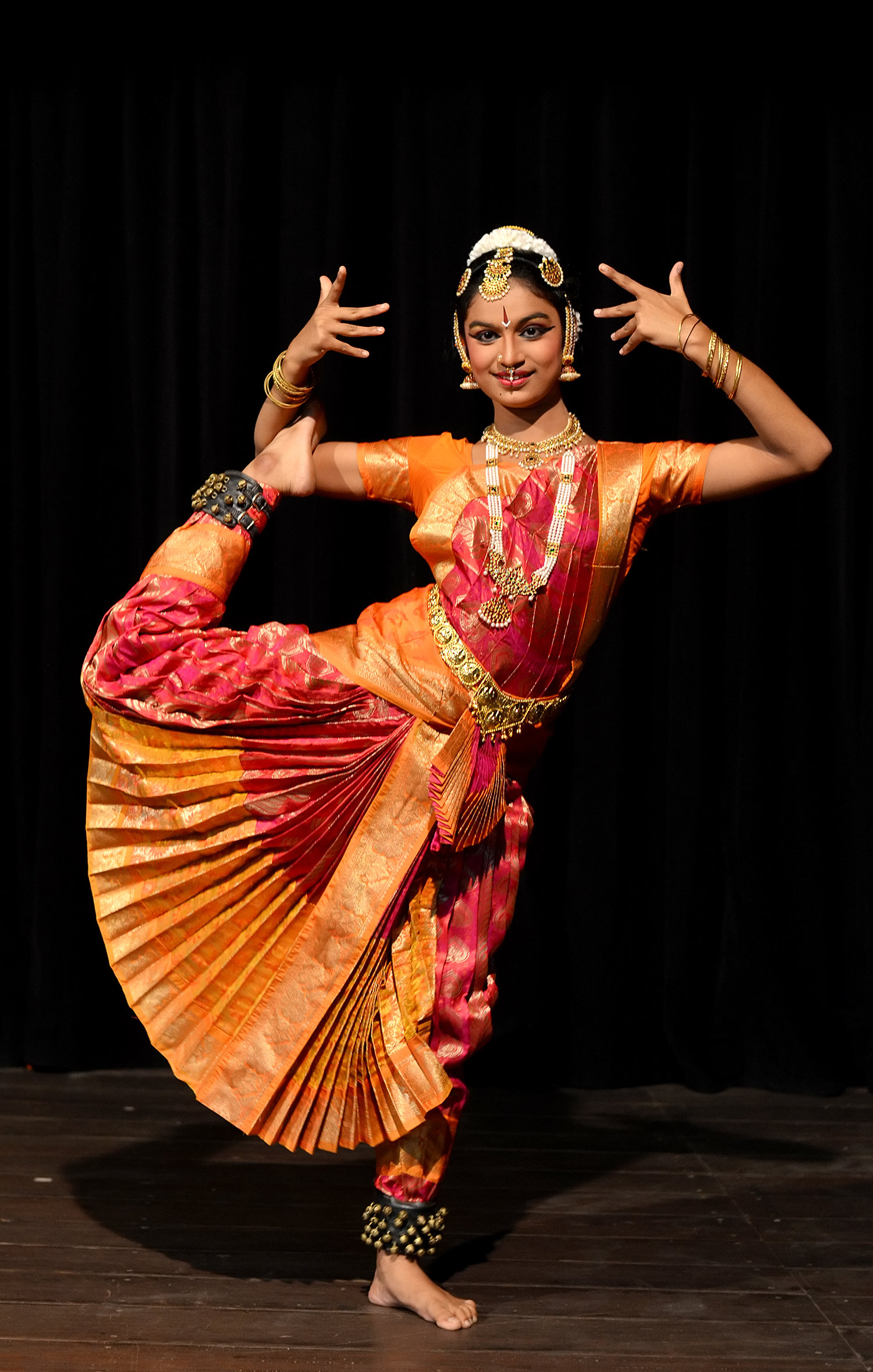
Bharatanatjam

Klasyczne tańce indyjskie – tańce religijne pochodzące z terytorium Indii, dzielą się na siedem podstawowych stylów, z których:

cztery pochodzą z południa kraju:
- Bharatanatjam
- Kathakali
- Kućipudi
- Mohiniyattam

a trzy z północy:
- Kathak
- Manipuri
- Odissi

Każdy z wymienionych stylów jest niepowtarzalny, wypracował sobie odrębne formy ekspresji i szczegółowe techniki studiowane w zawodowych szkołach, wszystkie one jednak opierają się na dwóch wspólnych elementach: tańcu (nritta) i wyrazie (abhinaya). Specyficzną formą jest także mudra czyli symboliczne gesty, stanowiące skodyfikowany język gestów, który widzowie są w stanie odczytać i w ten sposób śledzić przebieg spektaklu, w którym tancerze ilustrują gestami opowiadania zaczerpnięte ze świętych ksiąg hinduizmu.
Jedna z indyjskich legend opowiada, że świat został stworzony przez tańczącego Śiwę. Występował on wtedy pod postacią Nataradźa (Pan tańca), a sekrety tańca sam Brahma zawierzył Bharacie, który opisał je w traktacie zatytułowanym Natjaśastra, i to on jest do dziś podstawowym podręcznikiem wszystkich form hinduskiego tańca klasycznego. Tak więc są one tańcami sakralnymi, związanymi z mitologią hinduistyczną. Nawet samo ich pochodzenie uważane jest za święte. Początkowo były tańczone wyłącznie w świątyniach przez specjalnie wyszkolone do tego celu kapłanki-tancerki zwane dewadasi. Celem tańca było uwolnienie duszy od świata materialnej ułudy i połączenie jej z boskością.